# Camp gaulois de la pointe de Kervédan
Le camp gaulois de la pointe de Kervédan (ou camp gaulois de Kervédan,, camp de la pointe de Kervédan) est un éperon barré, de Groix dans le Morbihan.

## Localisation
Le site occupe la pointe du château de Kervédan, à environ 500 m à vol d'oiseau au sud-ouest du hameau de Kervédan, à l'ouest de l'île de Groix.

## Description
L'éperon barré se présente comme un cap, précédé de deux ou trois remparts, perpendiculaires à la direction du cap, séparés de fossés.

## Historique
Le camp date de l'Âge du fer,, probablement du Ier siècle av. J.-C.,.
Une campagne de fouilles s'y déroule en 1939.
Le site archéologique est classé au titre des monuments historiques par arrêté du 29 novembre 1951.